# Włoszakowice
Włoszakowice è un comune rurale polacco del distretto di Leszno, nel voivodato della Grande Polonia.
Ricopre una superficie di 127,15 km² e nel 2004 contava 8 508 abitanti.